# 대한민국 형법 제339조
대한민국 형법 제339조는 강도강간에 대한 형법각칙의 조문이다. 2012.12.18.에 개정되었고 과거 "부녀"에서 사람으로 변경되었다.

## 조문
제339조(강도강간) 강도가 사람을 강간한 때에는 무기 또는 10년 이상의 징역에 처한다.

## 비교 조문
성폭력특별법 제6조① (특수강간) 흉기 등 위험한 물건을 휴대하거나 2인 이상이 합동하여 강간하는 경우에는 무기 또는 5년이상의 징역에 처벌한다.

(성폭력특별법 제6조③ (특수준강간ㆍ준강제추행) 흉기 등 위험한 물건을 휴대하거나 2인 이상이 합동하여 준강간 또는 준강제추행하는 경우에는 특수강간 또는 특수강제추행과 같이 처한다.

형법 제301조(강간 등 치사상) 위 세종류의 형법상 범죄를 저질러 사람을 죽거나 부상하게 하는 것. 무기 또는 5년이상의 징역에 처벌한다.

성폭력특별법 제10조 (강간 등 살인ㆍ치사) 강간, 강제추행, 특수강간, 특수강제추행등의 죄를 범한 자가 피해자를 살해한 경우에는 사형 또는 무기징역으로 처벌하고 특수강간의 죄를 범한 자가 피해자를 살해할 생각은 없었으나 죽음에 이르게 한 경우에는 무기 또는 10년 이상의 징역으로 처벌한다.

성폭력특별법 제9조(특수강간 등 상해ㆍ치상) 특수강간, 특수강제추행 등의 죄를 범한 자가 피해자를 상해하거나 상해에 이르게 한 경우에는 무기 또는 7년이상의 징역으로 처벌한다.

형법 제302조,305조 (미성년자등에 대한 간음 추행) 위계 또는 위력으로써 미성년자나 심신미약자를 간음 또는 추행하는 행위. 5년 이하의 징역으로 처벌한다. 미성년자 가운데 특히 13세 미만의 여자를 간음하거나 13세 미만의 사람을 추행하는 경우에는 피해자가 동의 했더라도 강간죄ㆍ강제추행죄와 똑같이 처벌한다.

형법 제303조 (업무상 위력 등에 의한 간음) 업무ㆍ고용 기타의 관계로 인하여 자기의 보호 감독을 받는 자를 위계ㆍ위력으로 간음하는 행위는 5년 이하의 징역 또는 100만원 이하의 벌금으로 처벌합니다. 또한 법률에 의하여 구금된 부녀를 감호하는 자가 그 부녀를 간음하면 7년 이하의 징역으로 처벌한다.

## 판례
- 강도가 재물강취의 뜻을 재물의 부재로 이루지 못한 채 미수에 그쳤으나 그 자리에서 항거불능의 상태에 빠진 피해자를 간음할 것을 결의하고 실행에 착수했으나 역시 미수에 그쳤더라도 반항을 억압하기 위한 폭행으로 피해자에게 상해를 입힌 경우에는 강도강간미수죄와 강도치상죄가 성립되고 이는 1개의 행위가 2개의 죄명에 해당되어 상상적 경합관계가 성립한다[1]

## 같이 보기
- 성폭행
- 강도
- 강간
- 성폭력
- 성폭력범죄의 처벌 및 피해자보호 등에 관한 법률
- 특정강력범죄의 처벌에 관한 특례법
- 대한민국 형법 제333조 강도
- 대한민국 형법 제297조 강간